# 怒劍嘯狂沙
《怒劍嘯狂沙》（英語：The Sword of Conquest）是香港電視廣播有限公司製作的古裝電視劇，全劇共20集，監製莊偉建，此劇亦是24周年台慶劇。首周平均收視為33點。
此劇曾遠赴甘肅敦煌、嘉峪關、甘南藏族自治州拉卜楞寺等地外景實地拍攝，而此劇於1999年12月20日重播。1995年引进中国内地。

## 故事大纲
故事以唐代背景为题材，由于当时大唐皇帝为巩固其强大基业，颁令陇右节度史霍正威（王伟飾）修建玉门关。正威为人好大喜功，误信妖言，以童男童女为人桩，却被『第一巧手』洪天佑（罗家英飾）知悉，正威唯恐天佑泄秘，亦对洪妻阮素竹（汪明荃飾）觊觎，不惜诬告天佑，判他處以极刑。素竹欲报殺夫之仇失败，從城楼跳下而死，遗下一对小儿女洪逸飞（关礼杰飾）及洪月影（卢敏仪飾），幸得额吉（ 罗乐林飾 ）救出，惜月影为马贼薜百川相救，改名薜冰，逸飞则由喇嘛寺普尺法王收为徒，授以武功，与孤儿亚宝（李家声飾）一同成长，并称兄道弟。
逸飞武功有所成，普尺法王指示逸飞往找额吉查问身世。途中遇少女色兰（刘玉翠飾），对逸飞生情，引起额吉之子巴图生妒意，及后逸飞为对付正威，将其子霍廷玉（杨得时飾）之新娘卓玛（周海媚飾）掳劫，在过程中逸飞竟与卓瑪生情，廷玉得知冰乃逸飞亲妹，不惜玩弄冰以求报复。而廷玉更心狠手辣杀父杀兄以夺权。是时，逸飞之武功并不如廷玉，但两雄之战已如箭在弦。卓瑪为助逸飞，竟耍色兰教邪功。到底逸飞能否消灭廷玉？卓瑪是否要为爱郎牺牲？

## 演員表
- 關禮傑 飾 洪逸飛
- 周海媚 飾 卓　瑪
- 羅樂林 飾 額　吉
- 羅家英 飾 洪天佑
- 汪明荃 飾 阮素竹
- 王　偉 飾 霍正威
- 歐瑞偉 飾 巴　圖
- 劉玉翠 飾 色　蘭
- 盧敏儀 飾 洪月影 / 薜冰
- 郭政鴻 飾 霍廷桂
- 楊得時 飾 霍廷玉
- 吳仕德 飾 談文瑞
- 關　菁 飾 扎　西
- 朱鐵和 飾 薛百川
- 李家聲 飾 亞　寶
- 祝文君 飾 小　翠
- 蔡國慶 飾 普尺法王
- 張鴻昌
- 邵卓堯
- 王偉樑 飾 馬賊
- 游　飈 飾 馬賊
- 古巨基 飾 馬賊
- 林其欣 飾 席芊芊